# Ali Al-Hosani
Ali Al-Hosani (Arabic:علي الحوسني) (sinh ngày 26 tháng 5 năm 1988) là một cầu thủ bóng đá người Các Tiểu vương quốc Ả Rập Thống nhất. Hiện tại anh thi đấu cho Al-Wahda.